# Gogo Ivanovski
Gogo Ivanovski (makedonsko Гого Ивановски), makedonski pesnik, * 1925, † 2004

## Dela
- pesniška zbirka Novi pomladi-(Za novata prolet- 1946)
- pesniška zbirka Stihi
- pesniška zbirka Pesmi - (Pesni- 1952)
- pesniška zbirka Sence daljnega - (Senkite na dalečnoto - 1954)
- pesniška zbirka Glas - ( 1957)
- pesniška zbirka Nespečnost - (Nesonici - 1960)
- pesnitev Lazaropolje - (Lazaropole - 1950)
- pesniška zbirka Podzemne vode - (Podzemni vodi - 1985)
- zbirka reportaž Ljudje na cesti - (Luge po patot - 1963)
- lirska proza Ulica ki je življenje - (Ulica što beše život - 1963)